# مستشفى الأمل (خان يونس)
مستشفى الأمل بخان يونس هو أحد مستشفيات جمعية الهلال الأحمر الفلسطيني العاملة في الأراضي الفلسطينية. يقع في مدينة خان يونس جنوب قطاع غزة وقد تأسس عام 1997.

## التاريخ
تأسس مستشفى الأمل وسط مدينة خان يونس جنوب قطاع غزة على أرض مساحتها حوالي 4.5 دونم عام 1997، وهو يتكون من 5 طبقات.
يضم المستشفى 100 سريرًا في أقسام الجراحة، والنسائية والولادة، والعمليات العامة والخاصة بالعيون والأعصاب والمخ وزراعة المفاصل، والعلاج النفسي، والأشعة، والمختبر وطب الأسنان، بالإضافة إلى أنه يضم قسمًا للتأهيل الطبي ومركزًا للعيون يتفرد به في قطاع غزة.

## الحرب الفلسطينية الإسرائيلية 2023
خلال الحرب الإسرائيلية على قطاع غزة عامي 2023–2024، أصبح مستشفى الأمل والذي يُعد أيضًا مقرًا لجمعية الهلال الأحمر الفلسطيني – فرع خان يونس، مقرًا مركزيًا للجمعية في قطاع غزة بعد تدمير الاحتلال الإسرائيلي لمقر الجمعية ومستشفى القدس في غزة سابقًا في بداية الحرب.
حاصر الجيش الإسرائيلي المستشفى في يناير 2024 حتى منتصف شهر مارس 2024، قصف خلالها الجيش عدد من منشآت المستشفى عدة مرات وقتل بعض المحاصرين، ولاحقًا اقتحمه واعتقل عدد من طواقمه الطبية وآخرين وأرغم البقية بما فيهم النازحين البالغ عددهم أكثر من 7000 نسمة على مغادرته.
لاحقًا في 24 مارس 2024، أعاد الجيش حصار المستشفى وقتل مسعفين وسط قصف عنيف وإطلاق نار كثيف تجاه المستشفى. كما أعلنت جمعية الهلال الأحمر الفلسطيني فقدان الاتصال بشكل كامل مع طاقمها داخل المستشفى.
في 26 مارس 2024، أعلنت جمعية الهلال الأحمر الفلسطيني خروج المستشفى عن الخدمة نتيجة لتوقفه عن العمل بشكل كامل بعد اجتياح الجيش الإسرائيلي لمرافق المستشفى وإغلاق مداخله بالساتر الترابي.
أعلن الجيش الإسرائيلي عن سحب قواته من خان يونس في 7 أبريل 2024 بما فيها مستشفى الأمل. قال الهلال الأحمر الفلسطيني أن دمارًا هائلًا وقع داخل وخارج مستشفى الأمل شمل سيارات الإسعاف وقسم الاستقبال والعلاج الوظيفي بالإضافة إلى دمار كلي وجزئي لمحيط المستشفى وللمنازل المجاورة للمستشفى، كما قال: «المستشفى أصبح غير قادر على تقديم الخدمات للمرضى والجرحى وذلك عقب اقتحامه وإجبار كل من يتواجد فيه على المغادرة بقوة السلاح والقنابل الدخانية التي أطلقوها على المستشفى».